# Coursetia cajamarcana
Coursetia cajamarcana là một loài thực vật có hoa trong họ Đậu. Loài này được Lavin miêu tả khoa học đầu tiên.